# Diéthylcarbamazine
La diéthylcarbamazine est un dérivé synthétique de la pipérazine utilisé sous forme de citrate de diéthylcarbamazine (DEC) comme anthelminthique dans le traitement de la filariose (notamment la filariose lymphatique à Wuchereria bancrofti, Brugia malayi et Brugia timori (en)) chez l'homme ainsi que chez le chien et le chat, de l'éosinophilie pulmonaire et de la loase ainsi que de la prophylaxie de cette dernière sur une durée limitée, les contre-indications étant la grossesse et les antécédents d'allergie, de troubles gastro-intestinaux et de troubles cardiaques.
L'administration de la DEC se fait par voie orale ou parentérale intramusculaire. Elle est active contre les nématodes (par exemple dans le cas de l'onchocercose) et les premiers stades larvaires de Dirofilaria immitis (en) chez divers animaux. Elle tend à être remplacée par l'ivermectine. Après une prise orale, la diéthylcarbamazine est presque entièrement absorbée et distribuée à travers le tissu adipeux. Sa demi-vie plasmatique est d'environ 6 à 12 heures.
L'utilisation de DEC contre l'onchocercose provoque fréquemment la réaction de mazzotti (en), c'est-à-dire à un ensemble de symptômes — fièvre, urticaire, adénopathie, tachycardie, hypotension artérielle, arthralgie, œdème, douleur abdominale — apparaissant après quelques heures et dans les sept jours après le début du traitement. Susceptible de mettre la vie du patient en danger, cette réaction résulte de la destruction des parasites et à la libération de produits de décomposition toxiques dans l'organisme. Elle est également observée avec l'ivermectine, le praziquantel et l'albendazole. Cette réaction peut être éliminée par injection intraveineuse de méthylprednisolone.
Il fait partie de la liste des médicaments essentiels de l'Organisation mondiale de la santé (liste mise à jour en avril 2013).